# Devyn Marble
Roy Devyn Marble (Southfield, 21 settembre 1992) è un cestista statunitense.
È il figlio di Roy Marble.

## Carriera
Dopo quattro stagioni in NCAA con gli Iowa Hawkeyes (di cui l'ultima chiusa con 17 punti di media a partita) viene scelto alla cinquantaseiesima chiamata del Draft 2014 dai Denver Nuggets ma viene subito ceduto agli Orlando Magic assieme ad Evan Fournier in cambio di Arron Afflalo.
Il 15 luglio 2016 passa ai Los Angeles Clippers, con una seconda scelta futura, per C.J. Wilcox, venendo però subito tagliato dalla squadra californiana.
L'11 agosto seguente firma per l'Aris Salonicco, che lascia però nel mese di dicembre.
Il 17 gennaio 2017 viene tesserato dall'Aquila Basket Trento. Risolve il contratto con la società bianconera il 7 aprile seguente, in seguito all'infortunio riportato in occasione della gara vinta contro l'Olimpia Milano per 76-98 (lesione del legamento crociato anteriore del ginocchio destro), che gli ha fatto concludere anzitempo la stagione; nel suo periodo in Italia la squadra ha perso soltanto una partita su 10.
Dopo aver recuperato dall'infortunio, nella stagione 2018-2019 torna a giocare per l'Aquila Basket, con un contratto annuale.
Nell'agosto 2019, Marble ha firmato un contratto Exhibit 10 con una delle due squadre finaliste dei Playoff dell'NBA del 2019, Golden State Warriors.
A gennaio del 2020 firma un contratto con la Virtus Segafredo Bologna.